# Atletica leggera ai Giochi della XXXII Olimpiade - Marcia 20 km femminile

Video della competizione (fase finale)

Ai Giochi della XXXII Olimpiade la Marcia 20 km femminile si è svolta il 6 agosto 2021 presso il Parco Ōdōri di Sapporo.

## Presenze ed assenze delle campionesse in carica
| Competizione            | Atleta        | Prestazione |            |
| ----------------------- | ------------- | ----------- | ---------- |
| Olimpiadi 2016          | Liu Hong      | 1h28'35”    | Presente   |
| Mondiali di marcia 2018 | Kōki Ikeda    | 1h21'13"    | Non selez. |
| Commonwealth 2018       | Jemima Montag | 1h32'50”    | Presente   |
| Europei 2018            | María Pérez   | 1h26'36”    | Presente   |
| Asiatici 2018           | Yang Jiayu    | 1h29'15”    | Presente   |
| Panamericani 2019       | Sandra Arenas | 1h28'03”    | Presente   |
| Mondiali 2019           | Liu Hong      | 1h32'53”    | Presente   |

Graduatoria mondiale
In base alla classifica della Federazione mondiale, le migliori atlete iscritte alla gara erano le seguenti:
| Pos. | Atleta         | Punti | Note |
| ---- | -------------- | ----- | ---- |
| 1    | Liu Hong       | 1297  |      |
| 2    | Yang Jiayu     | 1294  |      |
| 3    | Qieyang Shijie | 1289  |      |

## La gara
Al momento della partenza la temperatura è di 34°. In gara le atlete dovranno contemperare la velocità della gambata con il risparmio di energie. 

Le favorite sono le cinesi Liu Hong e Yang Jiayu.

Al 10º km c'è in testa Antonella Palmisano (45'57”). L'italiana attacca e distanzia Yang Jiayu, la prima delle cinesi, di quattro secondi. Seguono Érica de Sena (Brasile) e Sandra Arenas (Colombia). La Arenas va a prendere le inseguitrici e sale al secondo posto. Al 18º km è appena 6 secondi dietro la Palmisano. Ma l'italiana dà un ulteriore strappo e vince con 25 secondi di distacco.
I giudici hanno mostrato i cartellini gialli a Yang Jiayu e ad Érica de Sena, che sono dovute rimanere ferme durante la gara per due minuti complessivi.
Delle 58 partenti, 53 marciatrici hanno concluso la gara.

## Ordine d'arrivo
Prima della competizione, il record mondiale e olimpico erano i seguenti:
| Record mondiale | Liu Hong         | 1h24'38" | La Coruña | 6 giugno 2015  |
| Record olimpico | Ol'ga Kanis'kina | 1h26'31" | Pechino   | 21 agosto 2008 |

Venerdì 6 agosto
| Pos | Atleta                     | Paese       | Tempo    | Note                                     |
| --- | -------------------------- | ----------- | -------- | ---------------------------------------- |
| Oro | Antonella Palmisano        | Italia      | 1h29'12" |                                          |
| Argento | Sandra Arenas              | Colombia    | 1h29'37" |                                          |
| Bronzo | Liu Hong                   | Cina        | 1h29'57" |                                          |
| 4 | María Pérez                | Spagna      | 1h30'05" |                                          |
| 5 | Alegna González            | Messico     | 1h30'33" |                                          |
| 6 | Jemima Montag              | Australia   | 1h30'39" |                                          |
| 7 | Qieyang Shenjie            | Cina        | 1h31'04" |                                          |
| 8 | Antigónī Ntrismpiōtī       | Grecia      | 1h31'24" | Miglior prestazione personale stagionale |
| 9 | Paola Pérez                | Ecuador     | 1h31'26" |                                          |
| 10 | Katarzyna Zdziebło         | Polonia     | 1h31'29" |                                          |
| 11 | Érica de Sena              | Brasile     | 1h31'39" |                                          |
| 12 | Yang Jiayu                 | Cina        | 1h31'54" |                                          |
| 13 | Nanako Fujii               | Giappone    | 1h31'55" |                                          |
| 14 | Raquel González            | Spagna      | 1h31'57" |                                          |
| 14 | Kumiko Okada               | Giappone    | 1h31'57" |                                          |
| 16 | Elvira Khasanova           | ROC         | 1h31'58" |                                          |
| 17 | Priyanka Goswami           | India       | 1h32'36" |                                          |
| 18 | Valentina Trapletti        | Italia      | 1h33'12" |                                          |
| 19 | Mariia Sakharuk            | Ucraina     | 1h34'04" |                                          |
| 20 | Ana Cabecinha              | Portogallo  | 1h34'08" | Miglior prestazione personale stagionale |
| 21 | Noelia Vargas              | Costa Rica  | 1h35'07" |                                          |
| 22 | Meryem Bekmez              | Turchia     | 1h35'08" |                                          |
| 23 | Anastasiya Rarovskaya      | Bielorussia | 1h35'09" |                                          |
| 24 | Mary Luz Andía             | Perù        | 1h35'25" |                                          |
| 25 | Sandra Galvis              | Colombia    | 1h35'36" | Miglior prestazione personale stagionale |
| 26 | Brigita Virbalytė-Dimšienė | Lituania    | 1h35'56" |                                          |
| 27 | Hanna Shevchuk             | Ucraina     | 1h36'27" |                                          |
| 28 | Karla Jaramillo            | Ecuador     | 1h36'32" |                                          |
| 29 | Kiriaki Filitisakou        | Grecia      | 1h36'51" |                                          |
| 30 | Tereza Ďurdiaková          | Rep. Ceca   | 1h36'58" |                                          |
| 31 | Anna Terlyukevich          | Bielorussia | 1h37'22" |                                          |
| 32 | Bhawna Jat                 | India       | 1h37'38" |                                          |
| 33 | Robyn Stevens              | Stati Uniti | 1h37'42" |                                          |
| 34 | Laura García-Caro          | Spagna      | 1h37'48" |                                          |
| 35 | Ching Siu Nga              | Hong Kong   | 1h37'53" |                                          |
| 36 | Leyde Guerra               | Perù        | 1h38'10" |                                          |
| 37 | Katie Hayward              | Australia   | 1h38'11" |                                          |
| 38 | Rebecca Henderson          | Australia   | 1h38'21" |                                          |
| 39 | Ayşe Tekdal                | Turchia     | 1h38'40" |                                          |
| 40 | Kaori Kawazoe              | Giappone    | 1h39'31" |                                          |
| 41 | Evin Demir                 | Turchia     | 1h39'55" |                                          |
| 42 | Aiman Ratova               | Kazakistan  | 1h40'02" |                                          |
| 43 | Ljudmyla Oljanovs'ka       | Ucraina     | 1h40'20" |                                          |
| 44 | Mirna Ortíz                | Guatemala   | 1h40'23" |                                          |
| 45 | Mária Czaková              | Slovacchia  | 1h41'29" |                                          |
| 46 | Barbara Kovács             | Ungheria    | 1h41'49" |                                          |
| 47 | Valeria Ortuño             | Messico     | 1h41'50" |                                          |
| 48 | Ángela Castro              | Bolivia     | 1h42'25" |                                          |
| 49 | Viktoryia Rashchupkina     | Bielorussia | 1h43'33" |                                          |
| 50 | Mayra Herrera              | Guatemala   | 1h44'30" |                                          |
| 51 | Ilse Guerrero              | Messico     | 1h45'47" |                                          |
| 52 | Eleonora Giorgi            | Italia      | 1h46'36" |                                          |
| 53 | Panayióta Tsinopoúlou      | Grecia      | 1h47'19" |                                          |
| | Kimberly García            | Perù        | dnf      |                                          |
| | Viktória Madarász          | Ungheria    | dnf      |                                          |
| | Saskia Feige               | Germania    | dnf      |                                          |
| | Glenda Morejón             | Ecuador     | dnf      |                                          |
| | Yehualeye Beletew          | Etiopia     | dnf      |                                          |
| record mondiale; record olimpico; record mondiale stagionale; record africano; record asiatico; record europeo; record nord-centroamericano e caraibico; record sudamericano; record oceaniano; record nazionale; record personale; record personale stagionale. |                            |             |          |                                          |